# Mytona
Mytona — міжнародна група компаній з російським корінням, зі штаб-квартирою в Новій Зеландії, яка займається розробкою та видавництвом відеоігор.

## Історія
Mytona була заснована в Якутську, Росія, у 2012 році та має офіси в Сінгапурі, Таїланді, Казахстані, Вірменії, Грузії та Сербії. Mytona розробила ігри Seekers Notes та Cooking Diary, а також є видавцем відеогри Propnight.

## Розроблені відеоігри

### Seekers Notes
У 2015 році Mytona випустила гру в жанрі пошук предметів під назвою Seekers Notes. Це гра, дія якої розгортається в містечку Дарквуд. Користувачі грають за Шукача, обраного, володаря могутнього артефакту - Магічної карти, і мають на меті врятувати Дарквуд від злого прокляття.

### Cooking Diary
У 2018 році Mytona випустила Cooking Diary. У 2019 гра отримала нагороду «People's Choice Award» на 15-й Міжнародній премії мобільних ігор у Сан-Франциско. У 2020 році Cooking Diary отримав нагороду «People's Voice» на Премії Веббі 2020. У жовтні 2020 року Mytona співпрацювала зі стримінговим сервісом Netflix, результатом чого стало колаборація Cooking Diary x Stranger Things на Хелловін.

### Propnight
У 2021 році компанія випустила багатокористувацьку гру у жанрі хованки Propnight, розроблена якутською студією Fntastic.

### The Day Before
Mytona працювала разом з Fntastic MMO-відеогрою The Day Before, яка була піддана нищівній критиці.

### Mytonaverse
Наприкінці 2021 року компанія запустила власний метавсесвіт - Mytonaverse.